# NASCAR Rumble
NASCAR Rumble is een videospel voor het platform Sony PlayStation. Het spel werd uitgebracht op 3 februari 2000. Het spel bevat achttien tracks op zes verschillende locaties.

## Ontvangst
Het spel werd positief ontvangen:
| Beoordeeld door      | Jaar | Score |
| -------------------- | ---- | ----- |
| Absolute Playstation | 2000 | 91%   |
| PSX Nation           | 2000 | 87%   |
| IGN                  | 2000 | 80%   |
| PSM                  | 2000 | 80%   |
| GameSpot             | 2000 | 69%   |
| Game Revolution      | 2000 | 67%   |